# Contea di Hancock (Maine)
La contea di Hancock, in inglese Hancock County, è una contea dello Stato del Maine, negli Stati Uniti. La popolazione al censimento del 2000 era di 51 791 abitanti. Il capoluogo di contea è Ellsworth.

## Geografia fisica
La contea si trova nella parte sud-orientale del Maine. Secondo l'Ufficio del censimento degli Stati Uniti l'estensione della contea è di 6074 km², di cui 4 110 composti da terra e i rimanenti 1 963 composti di acqua.
Nel territorio si trovano diversi laghi e isole, in particolare l'Isola di Mount Desert che ospita il parco nazionale di Acadia. 
Oltre al capoluogo, Ellsworth, altri centri sono Bucksport, Stonington, e Castine.

### Contee confinanti
- Contea di Penobscot - nord
- Contea di Washington - nord-est
- Contea di Waldo - ovest
- Contea di Knox - sud-ovest

## Storia
L'area era abitata dai nativi Abenachi prima che fosse formata nel 1789. Deve il suo nome a John Hancock.

## Comuni
| - Amherst - town - Aurora - town - Bar Harbor (town) - Blue Hill - town - Brooklin - town - Brooksville - town - Bucksport - town - Castine - town - Cranberry Isles - town - Dedham - town - Deer Isle - town - Eastbrook - town - Ellsworth (capoluogo) - city | - Franklin - town - Frenchboro - town - Gouldsboro - town - Great Pond - town - Hancock - town - Lamoine - town - Mariaville - town - Mount Desert - town - Orland - town - Osborn - town - Otis - town - Penobscot - town | - Sedgwick - town - Sorrento - town - Southwest Harbor - town - Stonington - town - Sullivan - town - Surry - town - Swan's Island - town - Tremont - town - Trenton - town - Verona Island - town - Waltham - town - Winter Harbor - town |